# Krąg (wydawnictwo)
Krąg – wydawnictwo podziemne istniejące w latach 1981-1990 w Warszawie, jedno z ważniejszych w „drugim obiegu” lat 80.

## Historia
Wydawnictwo powstało 15 lutego 1981 z inicjatywy niektórych współpracowników pisma „Głos” zamierzających skupić się na wydawaniu pozycji książkowych. Pomysłodawca nazwy był Adam Karwowski. Do ogłoszenia stanu wojennego kierowali nim Wojciech Fałkowski i Andrzej Rosner, a wśród współpracowników byli m.in. Marek Barański, Kazimierz Ossowski, Małgorzata Szejna, Marek Tabin, Witold Ferens, Krzysztof Łazarski, Stanisław Michalkiewicz, Krzysztof Tołłoczko i Jerzy Targalski. Pierwszą wydaną książką był drugi (nieukończony) tom dzieła Maurycego Mochnackiego „Powstanie Narodu Polskiego w 1830 i 1831” (pierwszy tom tej pracy ukazał się jeszcze pod firmą Biblioteki „Głosu”).
Po ogłoszeniu stanu wojennego kontynuowało działalność wydawniczą. Adam Karwowski koordynował wydawanie czasopism podziemnych związanych z „Solidarnością”, umieszczając na nich logo wydawnictwa. Faktycznym szefem wydawnictwa był w latach 1982-1985 Andrzej Chojnowski, wśród członków rady wydawniczej byli Grzegorz Jasiński, Adam Karwowski, Piotr Mitzner, Władysław Ordęga, Kazimierz Ossowski, Andrzej Rosner, Małgorzata Szejna i Krzysztof Tołłoczko. Ten ostatni koordynował pion drukarski. Z wydawnictwem współpracowali także m.in. Aldona Jawłowska, Antoni Kamiński, Stefan Bergman, Andrzej Paczkowski i jako przedstawiciel zagraniczny Nina Smolar. Po aresztowaniu K. Tołłoczki Andrzej Chojnowski wycofał się w 1985 z działalności, a wydawnictwem do 1990 kierował Andrzej Rosner.
"Krąg” specjalizował się w wydawaniu prac historycznych oraz literatury pięknej. Łącznie jego nakładem ukazało się 100 tytułów książkowych oraz wiele numerów różnych czasopism, m.in. „Krytyki” i krajowego wydania „Aneksu”. Najbardziej znane tytuły:
- Jacques Maritain Humanizm integralny (1981)
- Tadeusz Mazowiecki Internowanie (1982)
- Simone Weil Wybór pism, t.1-2 (1982)
- Krystyna Kersten Historia polityczna Polski 1944-1956 (1982)
- Krystyna Kersten Narodziny systemu władzy. Polska 1943-1948 (1985)
- Tadeusz Konwicki Wschody i zachody słońca (1982)
- Marek Nowakowski Zakon Kawalerów Mazowieckich (1982)
- Bez nienawiści. Almanach literatury czeskiej 1968-1978 (1983)
- Jerzy Holzer „Solidarność” 1980 -1981. Geneza i historia (1983)
- Louis Ferdinand Céline Podróż do kresu nocy (1983)
- Artur Leinwand PPS - Polska Partia Socjalistyczna 1892-1982 (1983)
- Wojciech Roszkowski (pod pseudonimem Andrzej Albert) Najnowsza historia Polski, t. 1-2 (1983), 3-4 (1987)
- Nikita S. Chruszczow Fragmenty wspomnień (1984)
- Wasilij Grossman Wszystko płynie (1984)
- Tadeusz Konwicki Rzeka podziemna (1984)
- Wiktor Krasin Sąd (1984)
- Karl Popper Nędza historycyzmu; z dodaniem fragmentów autobiografii (1984)